# ストックホルム音楽大学
ストックホルム音楽大学（ストックホルムおんがくだいがく、英語: Royal College of Music, Stockholm、公用語表記: Kungliga Musikhögskolan i Stockholm）は、ストックホルムに本部を置くスウェーデンの音楽大学。1971年創立、1771年大学設置。

## 歴史
スウェーデン王立音楽アカデミーの高等教育機関として、1771年に設立され、1971年にアカデミーから独立した。

## 著名な出身者
- ベアンテ・ボーマン（Berndt Bohma）：元東京交響楽団首席チェリスト
- クリスティアン・リンドベルイ（Christian Lindberg）：トロンボーン奏者、指揮者
- アンドレアス・ヨハンソン（Andreas Johansson）：ヘヴィ・メタル・ドラマー
- Ijiri Aisa:日本のピアニスト
- ユッシ・ビョルリング（Jussi Bjorling）：テノール歌手（王立アカデミー時代に在籍）